# Power metal
Power metal je hudební styl, který kombinuje heavy metal a speed metal. Existují však dva příbuzné styly: jeden ze Severní Ameriky s tvrdším zvukem, blízkým speed metalu a později druhý, populární, původem z Německa a Skandinávie. V dnešní době se termín „power metal“ vztahuje hlavně na ten evropský styl. Často se v této hudbě objevují klávesy.

## Charakteristické znaky
V současnosti se „power metal“ spojuje se zvukem, který je typický i pro speed metal. Jedinečnost textů spočívá v tom, že se nezaměřují na „skutečný svět“ – osobní zkušenosti, historické události, společenské problémy. Místo toho se věnují náboženství, sci-fi nebo fantazii a většinou se spojují s optimismem, s výjimkou textů skupiny Sabaton které se zaměřují na historii.
Při tomto druhu heavy metalu hraje důležitou úlohu „čistý“ zpěv, na rozdíl od hrdelního zpěvu v death metalu a black metalu. Zpěváci většinou jdou ve stopách takových legend heavymetalového zpěvu jako Bruce Dickinson či Rob Halford. Většina zpěváků zpívá ve vysokých tónech, až na některé výjimky; např. Matt Barlow (bývalý frontman Iced Earth) nebo Joakim Brodén (frontman skupiny Sabaton) zpívají v barytónu. Další muzikanti, např. Hansi Kürsch (Blind Guardian) vycházejí z dědictví hardrockového Queenu.
Kytaristi a basáci hrají extrémně krátké a rychlé riffy, akordy se mění poměrně pomalu, a celkově jsou skladby hrané v harmonickém tempu. Zaručena jsou také rychlá a technicky náročná kytarová sóla. Mnoho bubeníků používá dvojkopákové bicí, čímž docilují zvýšenou rychlost a rytmiku.
Power metal je oblíbený především v Evropě, Japonsku, v některých latinskoamerických zemích (Brazílie, Venezuela, Chile), menší popularitu zažívá v Severní Americe (v kanadské provincii Québec má silnou základnu fanoušků).

### Význam kláves
Důležité jsou také klávesové nástroje, i když ne každá kapela jich využívá stejně. Někdy jen dotvářejí atmosféru, jinde jsou důležitou součástí celkového projevu, jako např. u italské Rhapsody of Fire, která naplno využívá symfonické elementy. Klávesy se hlavně používají pro doprovod, dotváření atmosféry, ale také hrají velmi rychlá sola, která často ani nelze zahrát na kytaru. Kromě klasických kláves se používá také tzv. keytar, jako to je např. u kapel Sonata Arctica nebo Dragonforce.

## Typy power metalu

### Evropský power metal
V polovině 80. let, evropské skupiny jako němečtí Helloween a švedští Europe do zvuku skladeb dodaly ještě více melodičnosti. I když se skupina Europe později rozvinula spíše do hard rocku, tak jsou jejich první alba pro vývoj power metalu důležitá a pravidelně jsou citována novými powermetalovými skupinami jako vlivná. Skupina Helloween smíchala rychlé speed metalové riffy s melodií a dodala silný zpěv, podobný skupině Iron Maiden, což později určilo jejich zvuk. Jejich alba Keeper of the Seven Keys Part 1 (1987) a Keeper of the Seven Keys Part 2 (1988) jsou označovány za milníky tohoto žánru. Následovně se evropský styl („happy metal“) rozšířil po celém kontinentu (hlavně ve Finsku) a také celosvětově, i když je v USA, Spojeném království a dalších anglicky mluvicích zemích poměrně nepopulární.

### Americký power metal
Americký power metal je, podobně jako evropský, ovlivněn skupinami jako Rainbow (viz také Dio), Queen, Iron Maiden, Judas Priest, Savatage a Queensrÿche. Proto jsou americké skupiny Iced Earth, Nevermore a Symphony X považovány za následovníky tohoto stylu, ale další tvrzení říkají, že jejich tempo skončilo nebo splynulo se styly, které jsou známé jako thrash metal a evropský power metal. Skupiny z 80. let jako Lizzy Borden na jedné straně se Savage Grace a na straně druhé se Sanctuary, Crimson Glory, Liege Lord, Jag Panzer a dalšími představují americký power metal. Jiné hlasy tvrdí, že mezi průkopníky žánru v Americe patří spíš Manowar a Virgin Steele nebo Symphony X z New Jersey. I Křesťanskometalová skupina Stryper nahrála některá svoje alba (God Damn Evil a The Final Battle) nebo písně do powermetalového stylu.

### Epický metal
Epic metal je styl power metalu, který se vyvinul z tradičního heavy metalu ve spojení s prvky klasického rocku 70. let. I když se na první pohled může zdát, že styl je velmi podobný tradičnímu heavy metalu, má v sobě mnoho jiných prvků: může byt rychlý a rytmický jako thrash metal, pomalý jako doom metal nebo podobný stylu Nové vlny britského heavy metalu.
Texty, které jsou důležitou částí žánru, způsobily, že mnohé kapely se řadí k epicmetalové scéně, i když nemají žádné prvky epického metalu (např. Blind Guardian, Rhapsody of Fire a Gamma Ray, které se většinou pohybují v powermetalové scéně).
Mezi základní témata textů epického metalu patří boje, válka, čest a odvaha bojovníka. Lehce je také možné narazit na fantazijní texty. Také je možné najít texty o vznešených předcích, i když to spíš patří do Viking metalu (Bathory, Falkenbach, Doomsword, Vintersorg). Na druhé straně může být z hlediska textového i hudebního Viking metal považován za odnož epického metalu.

### Symfonický power metal
Pod termínem Symfonický power metal se rozumí power-metalové kapely, které ve velkém využívají klávesy nebo nástroje běžně používané při vážné hudbě či v symfonickém heavy metalu.
Symfonický power metal je někdy považovaný stejně za symfonický metal jako i power metal, především kvůli sporům mezi fanoušky okolo používání výrazu „symfonický power metal“. Například Nightwish má prvky symfonického metalu, zatímco Sonata Arctica má více power-metalových elementů.